# Llista de topònims d'Esterri d'Àneu
Llista de topònims (noms propis de lloc) del municipi d'Esterri d'Àneu, al Pallars Sobirà
Informació actualitzada per un bot. Els canvis manuals es perdran quan s'actualitzi!

## borda
| imatge | Nom             | Ubicat a       | instància de | Detalls | coordenades                                                         | Protecció                   | Commons (més fotos) | Dades a WD                    |
| ------ | --------------- | -------------- | ------------ | ------- | ------------------------------------------------------------------- | --------------------------- | ------------------- | ----------------------------- |
|        | borda de Cília  | Esterri d'Àneu | borda        |         | 42° 36′ 46″ N, 1° 07′ 07″ E / 42.6128174648207°N,1.1185575283256°E  |                             |                     | Modifica les dades a Wikidata |
|        | borda de Nando  | Esterri d'Àneu | borda        |         | 42° 37′ 14″ N, 1° 07′ 59″ E / 42.6205038758809°N,1.13316535577948°E | bé cultural d'interès local |                     | Modifica les dades a Wikidata |
|        | borda de Salito | Esterri d'Àneu | borda        |         | 42° 36′ 25″ N, 1° 07′ 39″ E / 42.607038°N,1.127507°E ca:Ctra. C-13  | bé cultural d'interès local | Borda de Salito     | Modifica les dades a Wikidata |
|        | els Polvorins   | Esterri d'Àneu | borda        |         | 42° 38′ 25″ N, 1° 06′ 50″ E / 42.6401537636355°N,1.11395272575494°E |                             |                     | Modifica les dades a Wikidata |

## camí
| imatge | Nom                  | Ubicat a       | instància de            | Detalls | coordenades                                          | Protecció                   | Commons (més fotos) | Dades a WD                    |
| ------ | -------------------- | -------------- | ----------------------- | ------- | ---------------------------------------------------- | --------------------------- | ------------------- | ----------------------------- |
|        | camí d'Isavarre      | Esterri d'Àneu | camí                    |         | 42° 38′ 41″ N, 1° 06′ 45″ E / 42.644752°N,1.11249°E  | bé cultural d'interès local |                     | Modifica les dades a Wikidata |
|        | camí de Santa Llúcia | Esterri d'Àneu | camí sender senyalitzat |         | 42° 37′ 41″ N, 1° 07′ 37″ E / 42.628014°N,1.127061°E | bé cultural d'interès local |                     | Modifica les dades a Wikidata |

## casa
| imatge | Nom          | Ubicat a       | instància de | Detalls                                    | coordenades                                                                           | Protecció                   | Commons (més fotos) | Dades a WD                    |
| ------ | ------------ | -------------- | ------------ | ------------------------------------------ | ------------------------------------------------------------------------------------- | --------------------------- | ------------------- | ----------------------------- |
|        | Cal Grec     | Esterri d'Àneu | casa         | Estil: arquitectura modernista noucentisme | 42° 37′ 37″ N, 1° 07′ 24″ E / 42.626944444444°N,1.1233333333333°E ca:Carrer Major, 53 | bé cultural d'interès local | Cal Grec            | Modifica les dades a Wikidata |
|        | Casa Corbera | Esterri d'Àneu | casa         |                                            | 42° 37′ 38″ N, 1° 07′ 23″ E / 42.627339°N,1.122994°E                                  | bé cultural d'interès local |                     | Modifica les dades a Wikidata |
|        | Casa Gasia   | Esterri d'Àneu | casa         |                                            | 42° 37′ 39″ N, 1° 07′ 17″ E / 42.627496°N,1.121355°E                                  | bé cultural d'interès local |                     | Modifica les dades a Wikidata |
|        | Casa Ita     | Esterri d'Àneu | casa         |                                            | 42° 37′ 39″ N, 1° 07′ 20″ E / 42.627462°N,1.122246°E ca:carrer del Camp, 11           | bé cultural d'interès local |                     | Modifica les dades a Wikidata |
|        | Casa Morelló | Esterri d'Àneu | casa         |                                            | 42° 37′ 40″ N, 1° 07′ 21″ E / 42.627746°N,1.122408°E                                  | bé cultural d'interès local |                     | Modifica les dades a Wikidata |
|        | Casa Riart   | Esterri d'Àneu | casa         |                                            | 42° 37′ 40″ N, 1° 07′ 21″ E / 42.627719°N,1.122598°E                                  | bé cultural d'interès local |                     | Modifica les dades a Wikidata |
|        | Casa Tressic | Esterri d'Àneu | casa         |                                            | 42° 37′ 39″ N, 1° 07′ 21″ E / 42.627537°N,1.122467°E ca:Carrer del Mig, 2             | bé cultural d'interès local |                     | Modifica les dades a Wikidata |
|        | Casa Vigatà  | Esterri d'Àneu | casa         |                                            | 42° 37′ 37″ N, 1° 07′ 21″ E / 42.626984°N,1.122478°E                                  | bé cultural d'interès local |                     | Modifica les dades a Wikidata |

## curs d'aigua
| imatge | Nom               | Ubicat a                                         | instància de | Detalls                                      | coordenades                                                                                                  | Protecció | Commons (més fotos) | Dades a WD                    |
| ------ | ----------------- | ------------------------------------------------ | ------------ | -------------------------------------------- | --- | --------- | ------------------- | ----------------------------- |
|        | Noguera Pallaresa | Vall d'Aran Pallars Sobirà Pallars Jussà Noguera | curs d'aigua | Desemboca: Segre Llarg: 154km Conca: 2820km² | 41° 54′ 23″ N, 0° 53′ 24″ E / 41.9064°N,0.8901°E 42° 42′ 43″ N, 0° 56′ 58″ E / 42.71185°N,0.94951944444444°E |           | Noguera Pallaresa   | Modifica les dades a Wikidata |
|        | riu d'Unarre      | la Guingueta d'Àneu Esterri d'Àneu               | curs d'aigua | Desemboca: Noguera Pallaresa Llarg: 11km     | 42° 41′ 40″ N, 1° 10′ 34″ E / 42.694505°N,1.176082°E 42° 37′ 07″ N, 1° 07′ 45″ E / 42.618714°N,1.129037°E    |           | Unarre river        | Modifica les dades a Wikidata |

## edifici
| imatge | Nom                  | Ubicat a       | instància de | Detalls | coordenades                                          | Protecció                   | Commons (més fotos) | Dades a WD                    |
| ------ | -------------------- | -------------- | ------------ | ------- | ---------------------------------------------------- | --------------------------- | ------------------- | ----------------------------- |
|        | Escola Llar Morelló  | Esterri d'Àneu | edifici      |         | 42° 37′ 48″ N, 1° 07′ 03″ E / 42.630068°N,1.117463°E | bé cultural d'interès local |                     | Modifica les dades a Wikidata |
|        | era i forn de Vigatà | Esterri d'Àneu | edifici      |         | 42° 37′ 37″ N, 1° 07′ 21″ E / 42.6269°N,1.122381°E   | bé cultural d'interès local |                     | Modifica les dades a Wikidata |

## església
| imatge | Nom                               | Ubicat a       | instància de | Detalls                      | coordenades                                                                             | Protecció                   | Commons (més fotos)            | Dades a WD                    |
| ------ | --------------------------------- | -------------- | ------------ | ---------------------------- | --------------------------------------------------------------------------------------- | --------------------------- | ------------------------------ | ----------------------------- |
|        | Sant Pere vell de Casa Carrera    | Esterri d'Àneu | església     | Estil: arquitectura romànica | 42° 37′ 46″ N, 1° 07′ 22″ E / 42.629512°N,1.122753°E 975 msnm                           | bé cultural d'interès local | Sant Pere vell de Casa Carrera | Modifica les dades a Wikidata |
|        | Sant Roc d'Esterri d'Àneu         | Esterri d'Àneu | església     |                              | 42° 37′ 30″ N, 1° 07′ 50″ E / 42.625°N,1.13048°E 965 msnm                               |                             |                                | Modifica les dades a Wikidata |
|        | Sant Vicenç d'Esterri d'Àneu      | Esterri d'Àneu | església     | Estil: arquitectura barroca  | 42° 37′ 41″ N, 1° 07′ 22″ E / 42.627981°N,1.122867°E 956 msnm                           | bé cultural d'interès local | Sant Vicenç d'Esterri d'Àneu   | Modifica les dades a Wikidata |
|        | Sant Vicenç vell d'Esterri d'Àneu | Esterri d'Àneu | església     | Estat: enderrocat o destruït | 42° 37′ 30″ N, 1° 07′ 50″ E / 42.625°N,1.13048°E ca:Cementiri d'Esterri d'Àneu 965 msnm |                             |                                | Modifica les dades a Wikidata |
|        | el Sant Crist                     | Esterri d'Àneu | església     |                              | 42° 37′ 27″ N, 1° 07′ 44″ E / 42.624139°N,1.128957°E 965 msnm                           |                             |                                | Modifica les dades a Wikidata |

## muntanya
| imatge | Nom                  | Ubicat a                                    | instància de | Detalls | coordenades                                                          | Protecció | Commons (més fotos) | Dades a WD                    |
| ------ | -------------------- | ------------------------------------------- | ------------ | ------- | -------------------------------------------------------------------- | --------- | ------------------- | ----------------------------- |
|        | Bony de la Sovinyera | Alt Àneu Esterri d'Àneu                     | muntanya     |         | 42° 36′ 20″ N, 1° 05′ 21″ E / 42.60549167°N,1.08919722°E 1845.8 msnm |           |                     | Modifica les dades a Wikidata |
|        | Cap de Calbar        | Esterri d'Àneu la Guingueta d'Àneu Alt Àneu | muntanya     |         | 42° 38′ 45″ N, 1° 08′ 01″ E / 42.64571111°N,1.13372028°E 1894.9 msnm |           |                     | Modifica les dades a Wikidata |
|        | Pic d'Escobedo       | Esterri d'Àneu la Guingueta d'Àneu          | muntanya     |         | 42° 38′ 29″ N, 1° 08′ 09″ E / 42.64128056°N,1.13584083°E 1909.8 msnm |           |                     | Modifica les dades a Wikidata |
|        | Pic de Quartiules    | Espot Esterri d'Àneu Alt Àneu               | muntanya     |         | 42° 35′ 40″ N, 1° 04′ 51″ E / 42.5945°N,1.08082°E 2226.1 msnm        |           |                     | Modifica les dades a Wikidata |
|        | el Faro              | Esterri d'Àneu la Guingueta d'Àneu          | muntanya     |         | 42° 38′ 04″ N, 1° 08′ 10″ E / 42.6345°N,1.1361°E 1707.5 msnm         |           |                     | Modifica les dades a Wikidata |

## serra
| imatge | Nom               | Ubicat a                           | instància de | Detalls | coordenades                                                        | Protecció | Commons (més fotos) | Dades a WD                    |
| ------ | ----------------- | ---------------------------------- | ------------ | ------- | ------------------------------------------------------------------ | --------- | ------------------- | ----------------------------- |
|        | Cresta del Sequer | Esterri d'Àneu                     | serra        |         | 42° 38′ 28″ N, 1° 07′ 19″ E / 42.64113056°N,1.12193889°E 1675 msnm |           |                     | Modifica les dades a Wikidata |
|        | Serrat d'Escobedo | la Guingueta d'Àneu Esterri d'Àneu | serra        |         | 42° 38′ 19″ N, 1° 08′ 07″ E / 42.6387°N,1.13518°E 1909.8 msnm      |           |                     | Modifica les dades a Wikidata |

## Misc
| imatge | Nom                                | Ubicat a       | instància de                                   | Detalls                                                                        | coordenades                                                             | Protecció                                  | Commons (més fotos)               | Dades a WD                    |
| ------ | ---------------------------------- | -------------- | ---------------------------------------------- | ------------------------------------------------------------------------------ | ----------------------------------------------------------------------- | ------------------------------------------ | --------------------------------- | ----------------------------- |
|        | Central d'Esterri d'Àneu           | Esterri d'Àneu | central hidroelèctrica                         |                                                                                | 42° 37′ 37″ N, 1° 07′ 35″ E / 42.626997°N,1.126262°E 957 msnm           |                                            | Central d'Esterri d'Àneu          | Modifica les dades a Wikidata |
|        | Esterri d'Àneu                     | Esterri d'Àneu | entitat singular de població capital municipal | 920 hab                                                                        | 42° 37′ 36″ N, 1° 07′ 25″ E / 42.62675215°N,1.12367077°E 953 msnm       |                                            |                                   | Modifica les dades a Wikidata |
|        | Pont d'Esterri                     | Esterri d'Àneu | pont                                           | Estil: arquitectura popular Travessa: Noguera Pallaresa Llarg: 28m Ample: 2.5m | 42° 37′ 41″ N, 1° 07′ 25″ E / 42.628045°N,1.123545°E 960.5 msnm         | bé cultural d'interès local                | Pont d'Esterri                    | Modifica les dades a Wikidata |
|        | casa consistorial d'Esterri d'Àneu | Esterri d'Àneu | casa consistorial                              |                                                                                | 42° 37′ 43″ N, 1° 07′ 21″ E / 42.6284866°N,1.1226225°E                  |                                            |                                   | Modifica les dades a Wikidata |
|        | creu de terme de Creuer d'Esterri  | Esterri d'Àneu | creu de terme                                  | Estil: arquitectura popular                                                    | 42° 37′ 44″ N, 1° 07′ 23″ E / 42.629024°N,1.123107°E                    | bé integrant del patrimoni cultural català | Creu de terme de Creuer d'Esterri | Modifica les dades a Wikidata |
|        | la Granja                          | Esterri d'Àneu | granja                                         |                                                                                | 42° 38′ 02″ N, 1° 07′ 15″ E / 42.6339086209953°N,1.12080037785043°E     |                                            |                                   | Modifica les dades a Wikidata |
|        | tanca de pedra seca 206            | Esterri d'Àneu | tanca                                          | Estat: malmès                                                                  | 42° 37′ 37″ N, 1° 07′ 27″ E / 42.626923578831025°N,1.1242392752330006°E |                                            |                                   | Modifica les dades a Wikidata |